# Pachystachys
Pachystachys es un género de fanerógamas perteneciente a la familia Acanthaceae. El género tiene especies herbáceas, distribuidas en las regiones tropicales de América, principalmente en Brasil, Perú y Centroamérica.

## Taxonomía
El género fue descrito por  Christian Gottfried Daniel Nees von Esenbeck y publicado en Flora Brasiliensis 9: 99. 1847. La especie tipo es:  Nelsonia campestris R. Br. 

## Especies
- Pachystachys badiospica Wassh.
- Pachystachys coccinea (Aubl.) Nees - Plumet d'officier
- Pachystachys fosteri Wassh.
- Pachystachys incarnata Wassh.
- Pachystachys killipii Wassh.
- Pachystachys longibracteata Wassh.
- Pachystachys lutea Nees
- Pachystachys ossolae Wassh.
- Pachystachys puberula Wassh.
- Pachystachys rosea Wassh.
- Pachystachys schunkei Wassh.
- Pachystachys spicata (Ruiz & Pav.) Wassh.